# Palaeolychas
Genre
Palaeolychas est un genre fossile de scorpions de la famille des Buthidae.

## Distribution
Les espèces de ce genre ont été découvertes dans de l'ambre de la Baltique. Elles datent du Paléogène.

## Liste des espèces
Selon World Spider Catalog 20.5 :
- † Palaeolychas balticus Lourenço & Weitschat, 1996
- † Palaeolychas weitschati Lourenço, 2012

## Publication originale
- Lourenço & Weitschat, 1996 : « More than 120 years after its description, the enigmatic status of the genus of the Baltic amber scorpion Tityus eogenus Menge, 1869 can finally be clarified. » Mitteilungen aus dem Geologisch-Paläontologischen Institut der Universität Hamburg, vol. 79, p. 183-193.